# Nikolász Iliász
Nikolász Iliász (3 novembre 1991) è uno schermidore ungherese, specializzato nella sciabola..

## Palmarès
- Mondiali

Adalia 2009: bronzo nella sciabola a squadre.
Rio de Janeiro 2016: argento nella sciabola a squadre.
Tbilisi 2025: argento nella sciabola a squadre.
- Europei

Zagabria 2013: argento nella sciabola a squadre.
Genova 2025: oro nella sciabola a squadre.